# プラット・アンド・ホイットニー R-1340

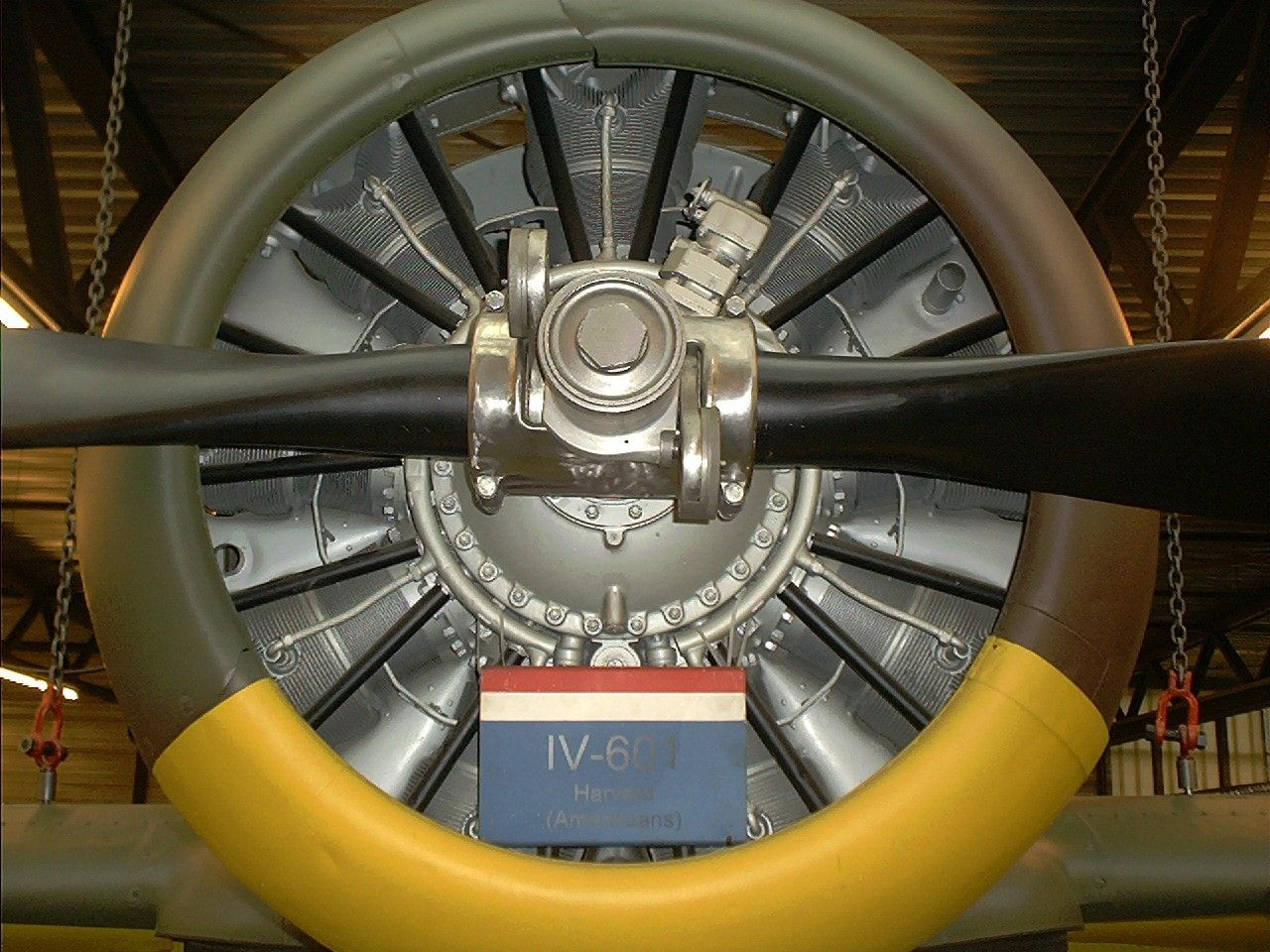
R-1340

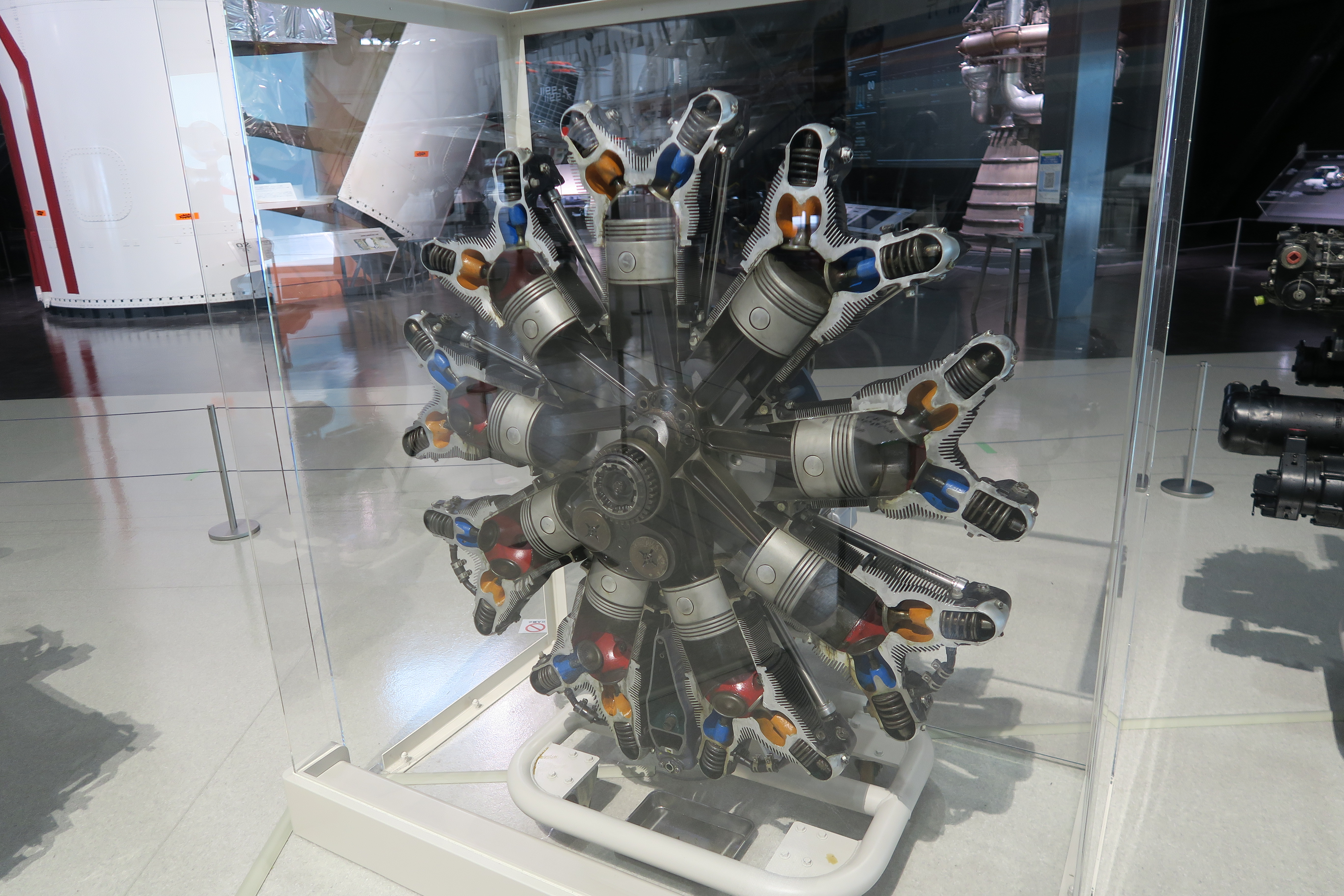
R-1340-AN-1レシプロエンジン（岐阜かかみがはら航空宇宙博物館）

プラット・アンド・ホイットニー R-1340（通称：ワスプエンジン）は、アメリカのプラット・アンド・ホイットニーによって開発・製造された航空機用空冷星型エンジン。1920年代以降のアメリカの航空機で広く使われた。R-1340は、プラット＆ホイットニーが製作した初の航空機用エンジンであり、その後のワスプシリーズの礎となった。

## 主要諸元

### R-1340-16
出典： 
諸元
- タイプ： 空冷星型9気筒
- シリンダー直径： 5.75 in (146 mm)
- ストローク： 5.75 in (146 mm)
- 体積： 1,344 in³ (22.02 l)
- 全長： 44.06 in (1,119 mm)
- 直径： 51.38 in (1,305 mm)
- 重量： 805 lb (365 kg)

機構
- バルブ: 2個のオーバーヘッドバルブ
- スーパーチャージャー： 定速式遠心圧縮機, 減速比10:1
- 燃料システム： 2バレル型ストームバーグキャブレター
- 燃料： 80 オクタン価　ガソリン
- 冷却システム： 空冷

性能
- 出力： 542 hp (404 kW)（高度5,000 ft (1,525 m)にて 2,200 rpm回転時）
- 比出力： 0.4 hp/in³ (18.36 kW/l)
- 圧縮比： 6.0:1
- 正味燃料消費率： 0.44 lb/(hp・h) (270 g/(kW・h))
- 潤滑油消費率： 0.32 oz/(hp・h) (12 g/(kW・h))
- 出力重量比： 0.67 hp/lb (1.11 kW/kg)

## ワスプシリーズ
- R-985 ワスプ・ジュニア
- R-1535 ツインワスプ・ジュニア
- R-1830 ツインワスプ
- R-2800 ダブルワスプ
- R-4360 ワスプ・メージャー